# Pleuven
Pleuven (tiếng Breton: Pluwenn) là một xã của tỉnh Finistère, thuộc vùng Bretagne, miền tây bắc Pháp.

## Dân số
Người dân ở Pleuven được gọi là Pleuvennois.